# Прапор свободи слова

Прапор свободи слова

Прапор свободи слова був створений у 2007 році в ході
полеміки навколо злому криптографічного ключа захисту від копіювання лазерних дисків форматів HD DVD і Blu-ray. Прапор складається з п'яти кольорових смуг, у цифровому поданні яких закодовано цей ключ. Коли Американська асоціація кінокомпаній (MPAA) і компанія-виробник системи захисту від копіювання (AACS LA) намагалися зупинити поширення ключа в інтернеті, направляючи погрози судовим переслідуванням сайтам, на яких він був викладений у відкритому вигляді, цей прапор став одним із способів поширення ключа в неявному вигляді.

## Передісторія
Для захисту від нелегального копіювання лазерних дисків із фільмами форматів HD DVD і Blu-ray інформація на них зашифрована за стандартом Advanced Access Content System. Ключі розшифровки розподіляються між виробниками комерційних програвачів організацією AASC Licensing Administrator. Якщо якийсь ключ компрометується (викладається у відкритий доступ), його виключають зі списку коректних ключів на нових дисках, тобто скомпрометовані моделі програвачів втрачають можливість відтворювати нові диски.
У грудні 2006 року користувач Інтернету під ніком muslix64 опублікував програму BackupHDDVD, що дозволяє копіювати вміст зашифрованих дисків за наявності ключа. Незабаром в Мережі почали з'являтися перші фільми, розшифровані ключами від конкретних програвачів. У лютому 2007 року інший користувач опублікував універсальний ключ, який підходив до усіх випущених до того дисків. У шістнадцятковій системі числення цей ключ записується як 09 F9 11 02 9D 74 E3 5B D8 41 56 C5 63 56 88 C0. У квітні 2007 року AACS LA звернула увагу на поширення цього ключа в Інтернеті, відкликала його для нових дисків та, відповідно до американських законів, почала розсилати власникам сайтів, на яких був опублікований ключ, листи з вимогою припинення поширення нелегального вмісту. Видалення ключа частиною сайтів (і навіть блокування користувачів які його опублікували, що зробив популярний новинний сайт Digg) викликало обурення користувачів Інтернету, які почали активно поширювати цей ключ.

## Створення прапора
1 травня 2007 року Джон Маркотт, публіцист і редактор сайту Badmouth, опублікував замітку під назвою «Прапор свободи слова». У ній він розкритикував «корпоративну жадібність» та поширення ідеї інтелектуальної власності на числа і закликав тих, хто підтримує його погляди, поширювати створений ним прапор. Кольори смуг прапора, закодовані стандартним для Інтернету способом (по три байти на колір), повторювали перші 15 байт ключа. Останній байт (C0) доданий текстом в кутку прапора і, за словами Маркотта, символізує, що публікація якогось числа — це crime zero («нульовий злочин»).
Користувачі Інтернету почали активно поширювати цей прапор і сам код. Були знайдені й інші способи поширення ключа, такі, як пісня з його текстом або мелодія на його основі. Противники криміналізації розповсюдження ключа вказували на те, що якщо закон буде забороняти публікацію певних чисел, він буде забороняти і певні кольори, midi-мелодії та іншу інформацію, подану в комп'ютері в цифровій формі.

Прапор з ключем для PS3

Коли в 2011 році хакер geohot опублікував ключ до ігрової приставки Sony Playstation 3, що дозволяє запускати на ній неліцензійні ігри і стороннє ПЗ, цей ключ також був представлений у формі прапора.